# キャロリン・シューラー
キャロリン・ジェーン・シューラー（英: Carolyn Jane Schuler、1943年1月5日 - 2024年7月22日）は、アメリカ合衆国の競泳選手。
カリフォルニア州サンフランシスコ出身。1960年のローマオリンピックに出場し、100mバタフライと4×100mメドレーリレーで金を獲得した。
2024年7月22日に死去。81歳没。